# Özlem Ağırman
Özlem Ağırman és una cantant turca del gènere Türk sanat müziği (música d'art turca), basada en la musica clàssica otomana. Nascuda a Üsküdar, a la part asiàtica d'Istanbul, Özlem es va graduar a la Facultat d'Arquitectura de la Universitat Mimar Sinan, com a arquitecta paisatgista. Özlem Ağırman també va fer política, a CHP. Ağırman ha donat suport a una campanya perquè Turquia torni a participar en l'Eurovisió. Ağırman ha publicat els àlbums Hayat Veren Nağmeler (Melodies que donen vida, 2013) i Sitemsiz Şarkılar (Cançons sense queixes, 2016). Es va casar amb Tekin Ağırman, arquitecte, qui va perdre la vida el 2015 en un assassinat. La parella tingué dues filles, Aydilge i Melike.